# Anypodetus unicolor
Anypodetus unicolor är en tvåvingeart som beskrevs av H. Oldroyd 1974. Anypodetus unicolor ingår i släktet Anypodetus och familjen rovflugor. Inga underarter finns listade i Catalogue of Life.